# Beard Heights (Virginia Occidental)
Beard Heights es un área no incorporada ubicada en el condado de Pocahontas (Virginia Occidental), Estados Unidos. Está catalogada como un asentamiento humano por la Junta de Nombres Geográficos de los Estados Unidos.
El número de identificación (ID) asignado por el Servicio Geológico de Estados Unidos es 1553819.

## Geografía
Se encuentra a una altitud de 757 m s. n. m. (2484 pies) según el conjunto de datos de elevación nacional.